# Hotel 24 South

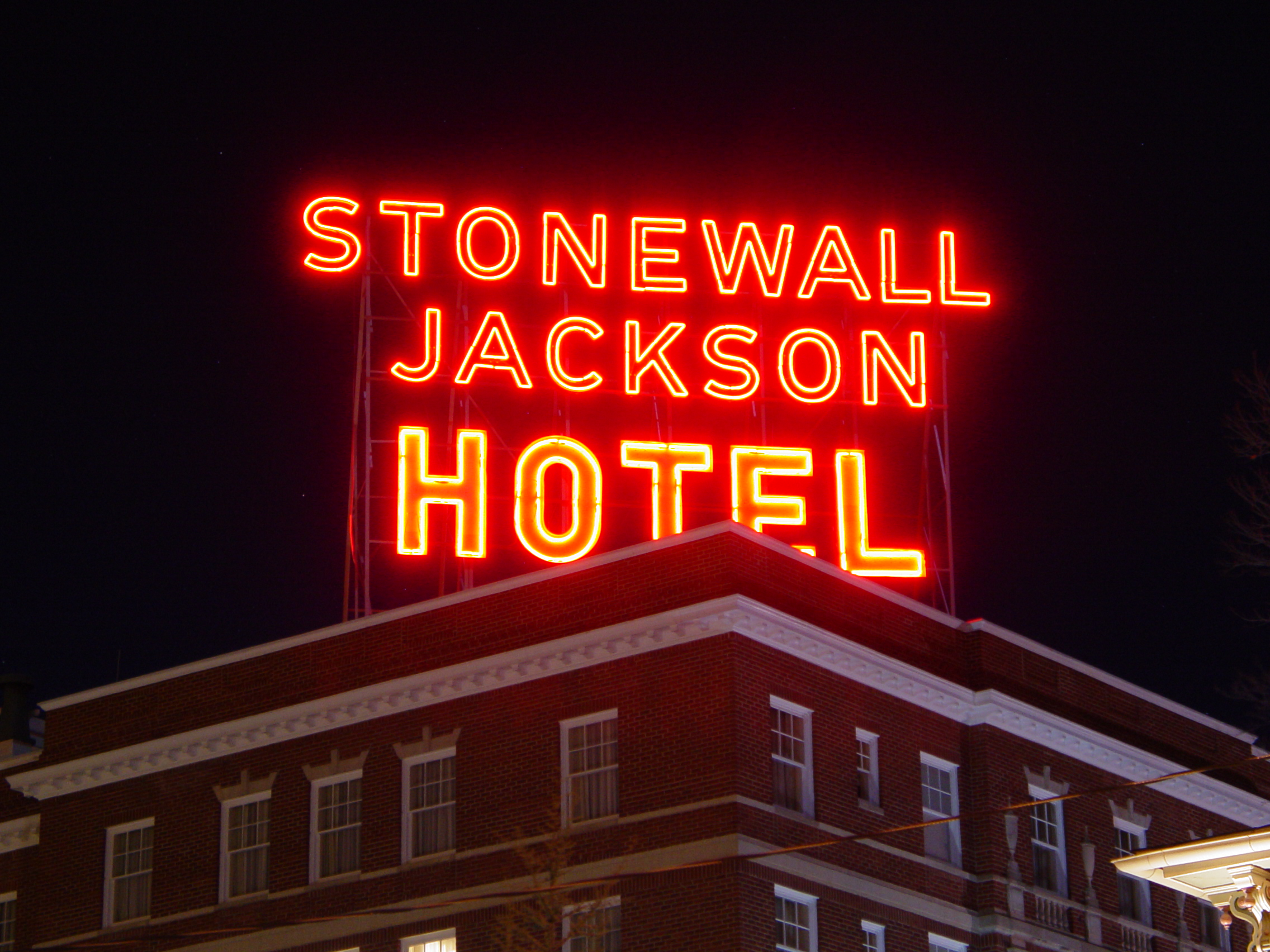
El letrero de neón del hotel, antes de su retiro en 2020

El Hotel 24 South es un hotel histórico en Staunton, Virginia, inaugurado en 1924.

## Historia
Fue construido en 1924 como el Stonewall Jackson Hotel. Diseñado por HL Stevens, se considera un excelente ejemplo del trabajo del arquitecto en el estilo del Renacimiento Colonial. Un órgano Wurlitzer de 1924 en funcionamiento, que se cree que es el único de su tipo, se encuentra en el entrepiso del hotel. El órgano fue restaurado con precisión a su condición y tono original. El famoso letrero de neón del hotel se erigió alrededor de 1950 y fue conocido durante muchos años como "un hito importante en el centro".
El hotel completó una restauración importante en 2005, a un costo de $ 19,3 millones, y una renovación adicional en 2017 que costó $ 2 millones. El hotel fue valorado en $ 6 millones en 2020.
Después de las protestas públicas en junio de 2020, los propietarios del hotel, Staunton Hotel, LLC, anunciaron que se cambiaría su nombre, en honor al general confederado Stonewall Jackson. En julio de 2020 se eliminó de la fachada el rótulo con el nombre del hotel. En agosto de 2020, después de más protestas, se retiró el enorme letrero de neón del techo, y el 1 de septiembre de 2020, el hotel pasó a llamarse oficialmente Hotel 24 South, por la dirección del hotel de 24 South Market Street y su gran año de apertura de 1924.
El hotel es operado por Crestline Hotels & Resorts y es miembro del National Trust for Historic Preservation Historic Hotels of America.